# UHK Krems
Der Förthof UHK Krems (Union Handballklub) ist ein österreichischer Handballverein aus Krems in Niederösterreich.
Der Verein spielt derzeit in der höchsten österreichischen Handballliga, der Handball Liga Austria.

## Geschichte
1947 wurde der UHK Krems als Handballsektion der Union Krems gegründet. In der Saison 1948/49 wurde der Meisterschaftsbetrieb aufgenommen. In der Saison 1972/73 erreichte die Mannschaft ihren ersten Österreichischen Staatsmeistertitel und wurde auch 1. Österreichischer Cupsieger. Im Herbst 1973 erfolgte die Premiere im Europacup gegen CSL Dijon. In der Saison 1974/75 wurde erneut das Double Österreichischer Staatsmeister und Cupsieger gewonnen. Am 25. November 1975 fand die Gründungsversammlung des UHK Krems als eigenständiger Verein statt. In der Saison 1976/77 wurde der Verein erneut Staatsmeister. Ein Jahr darauf, in der Saison 1977/78, erreichte der Verein den 3. Gewinn des Österreichischen Handballcups.
Nach der Saison 1994/95 musste der Verein in die Handball-Bundesliga absteigen. Nach der Saison 2002/03 stieg die Mannschaft aber wieder auf und spielt seitdem immer im Meisterplayoff der höchsten Handballliga. In der Saison 2009/10 gewannen die Niederösterreicher den ÖHB-Cup. 2010 wurde der Verein von UHK Krems in Moser Medical UHK Krems, nach dem neuen Hauptsponsor, die Moser Medical Group, umbenannt. In der Saison 2010/11 schaffte der Verein abermals den Einzug ins Cup-Finale, unterlag allerdings dem ULZ Schwaz aus Tirol um ein Tor.
In den folgenden Jahren schaffte es der Moser Medical UHK Krems regelmäßig unter die besten viert Teams der Liga zu kommen. Leider blieb den Männern in Rot-Gelb der große Wurf verwehrt.

Nachdem die Kremser in der Saison 2017/18 im Halbfinale gegen den späteren Meister HC Fivers WAT Margareten um ein Tor gescheitert waren, verließen etliche Leistungsträger den Verein beziehungsweise beendeten ihre Karrieren. Unter diesen Spielern befand sich etwa der mehrmalige Torschützenkönig Tobias Schopf oder Vlatko Mitkov der zu Bregenz Handball wechselte.

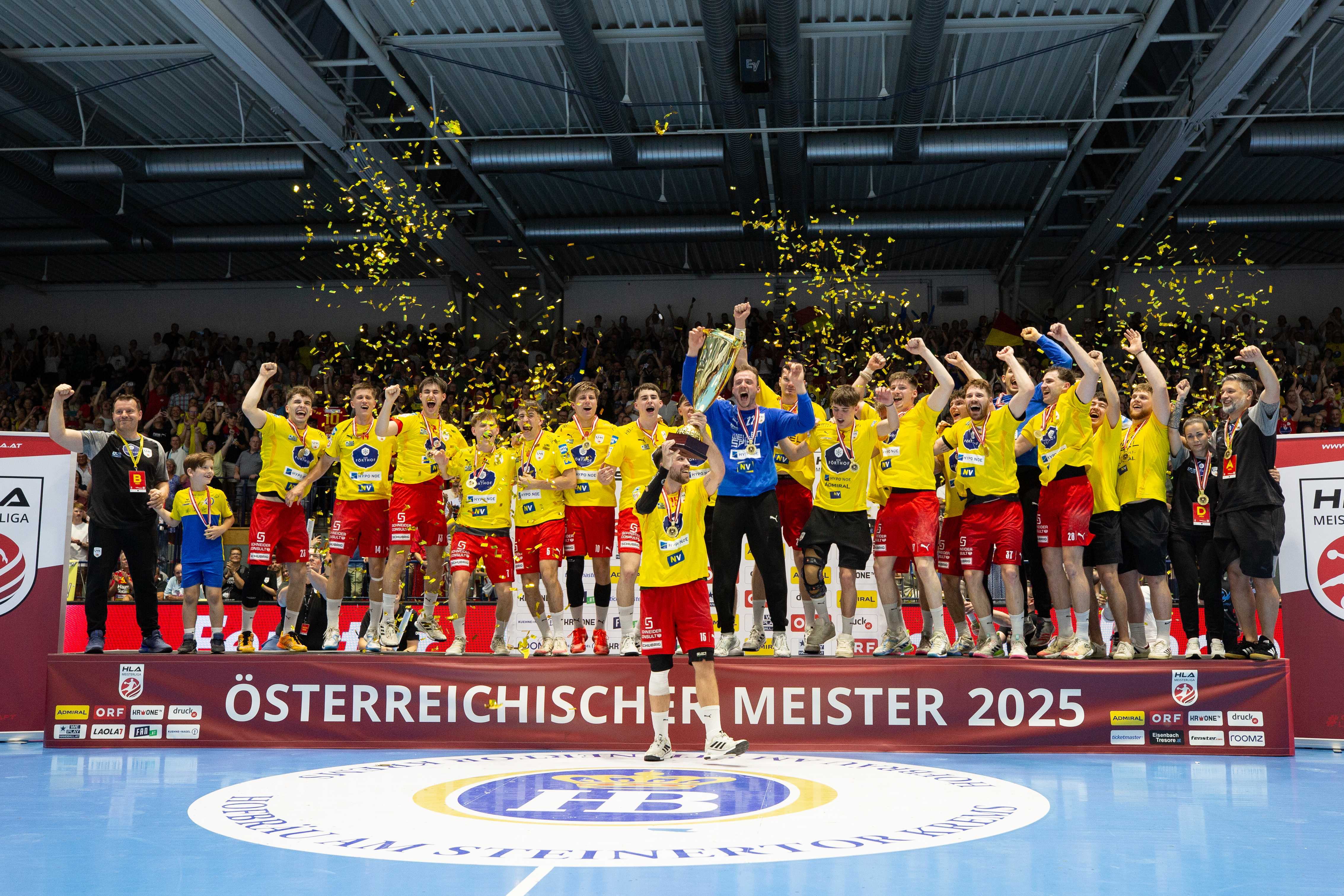
Übergabe des Meisterpokals an den UHK Krems (2025)

Somit wurde vor der Saison 2018/19 der große Umbruch eingeläutet und das Team startete stark verjüngt in die Meisterschaft. Die Niederösterreicher stellten den drittjüngsten Kader der spusu Liga in dieser Saison. Das vorgegebene Ziel war das Erreichen der Bonusrunde und der damit verbundene frühzeitige Klassenerhalt.
Doch die Mannschaft von Ibish Thaqi ließ gleich zu Beginn aufhorchen und startete einen Siegeslauf, der später zum Sieg des Grunddurchgangs verhelfen sollte. Die Weihnachtspause verbrachte der UHK an der Tabellenspitze. Auch in der anschließenden Bonusrunde konnte keine Mannschaft die Kremser vom Thron stoßen und so ging man als Nummer 1 in die Playoffs. Neben der starken Vorstellung in der Liga, konnte man auch im Cup das Niveau halten und qualifizierte sich für das Cashback World Final 4 in Dornbirn. Hier konnten im Halbfinale die „roten Teufel“ aus Hard bezwungen werden, ehe man es im Finale mit der zweiten Vorarlberger Mannschaft, Bregenz Handball, zu tun bekam. Nach einer schwachen ersten Halbzeit konnte das Team in der zweiten Hälfte zulegen und nach 2010 den ersten Cuptitel in die Wachau holen.
Der Moser Medical UHK Krems ging als Titelfavorit in die Playoffs. Im Viertelfinale wurde der SC Ferlach souverän mit 2:0 Siegen bezwungen ehe man es im Halbfinale mit dem regierenden Meister aus Wien dem Handballclub Fivers Margareten zu tun bekam. Auch hier reüssierten die Kremser souverän und hatten erstmals seit 42 Jahren die Chance den Liga-Titel nach Krems zu holen. In einer packenden Finalserie gelang dem UHK im alles entscheidenden 5. Finalspiel vor heimischen Publikum der ganz große Wurf und man holte erstmals seit 1977 den Staatsmeistertitel in die Wachau und nach 1975 erstmals wieder das „Double“.
Seit der Saison 2021/22 läuft der Verein unter seinem neuen Hauptsponsor als „Förthof UHK Krems“ auf. In dieser Saison konnten die Wachauer erneut die Staatsmeisterschaft für sich entscheiden. In der Saison 2024/25 sicherte sich das Team seinen sechsten Titel in der HLA Meisterliga.

## Kader 2024/25
| Nr. | Name                     | Nationalität | Position        | im Team seit | Letzter Verein                |
| --- | ------------------------ | ------------ | --------------- | ------------ | ----------------------------- |
| 16  | Matthias Höllerer        | Österreicher | Tor             | Jugend       | --                            |
| 22  | Lukas Paolo Domevscek    | Österreicher | Tor             | 2018         | UHC Villach                   |
| 99  | Sebastian Enzenberger    | Österreicher | Tor             | 2024         | --                            |
| 2   | Max Stradinger           | Österreicher | Rückraum Links  | 2024         | UHK Krems 2                   |
| 6   | Jonas Stierschneider     | Österreicher | Links Außen     | 2024         | UHK Krems 2                   |
| 7   | Marc Gaydusek            | Österreicher | Rechts Außen    | 2024         | UHK Krems 2                   |
| 10  | Tobias Auss              | Österreicher | Links Außen     | 2018         | UHC Hollabrunn                |
| 13  | Tilen Pausits            | Österreicher | Rückraum Mitte  | 2024         | UHK Krems 2                   |
| 14  | Benedikt Rudischer       | Österreicher | Rückraumspieler | Jugend       | --                            |
| 15  | Kenan Hasecic            | Österreicher | Kreis           | Jugend       | --                            |
| 17  | Stephan Wiesbauer        | Österreicher | Rechtsaußen     | 2021         | HSG Bärnbach/Köflach          |
| 18  | Wilhelm Jelinek          | Österreicher | Kreis           | 2023         | SG Handball Westwien          |
| 22  | Fabian Hellerschmid      | Österreicher | Linksaußen      | 2024         | UHK Krems 2                   |
| 23  | Mario Lipitsch           | Österreicher | Rückraum Mitte  | Jugend       | --                            |
| 24  | Daniel Dicker            | Österreicher | Rückraum Links  | 2022         | ThSV Eisenach                 |
| 25  | Laurenz Leon Kastenhuber | Österreicher | Kreis           | 2024         | UHK Krems 2                   |
| 27  | Thies Bergemann          | Deutscher    | Rechtsaußen     | 2024         | Handball Sport Verein Hamburg |
| 28  | Luca Munzinger           | Deutscher    | Rückraum Rechts | 2024         | Bregenz Handball              |
| 32  | Paul Hofmann             | Österreicher | Rückraum        | 2023         | Jugend                        |
| 33  | Moritz Mittendorfer      | Österreicher | Rückraum Links  | 2023         | SG Handball Westwien          |
| 37  | Marian Teubert           | Deutscher    | Rückraum Mitte  | 2024         | JAGS Vöslau                   |
|     | Nikolaus Stiglitz        | Österreicher | Rückraum Links  | 2024         | UHK Krems 2                   |

| Zugänge 2024/25 - Marian Teubert (JAGS Vöslau) - Luca Munzinger (Bregenz Handball) - Thies Bergemann (Handball Sport Verein Hamburg) | Abgänge 2024/25 - Marko Simek (Karriereende) - Tine Gartner (HSG Bärnbach/Köflach) - Thomas Eichberger (HSG Graz) - Tim Rozman (unbekannt) - Sinan Alkic (HC Linz AG) |

| Zugänge 2025/26 - Domen Knez (HSG Bärnbach/Köflach) - Sinan Alcic (HC Linz AG) | Abgänge 2025/26 - Daniel Dicker (Karriereende) - Wilhelm Jelinek (Karriereende) - Stephan Wiesbauer (UHC Eggenburg) - Sebastian Enzenberger (UHC Eggenburg) |

## Bekannte ehemalige Spieler
| - Jakob Jochmann (2017–2022) - Tobias Schopf (2005–2018) - Gerdas Babarskas (2012–2015) | - Werner Lint (2008–2014) - Gerald Zeiner (–2009) - David Szlezak (–1995) | - Dieter Ripper - Martin Schierer - Sakib Omerović - Bernhard Grabner |

## Erfolge
- 6× österreichischer Staatsmeister (1972/73, 1974/75, 1976/77, 2018/19, 2021/22, 2024/25)
- 5× österreichischer Cupsieger (1972/73, 1974/75, 1977/78, 2009/10, 2018/19)

In den Saisonen 1978/79, 1979/80 und 1983/84 war der UHK Krems als Zweitplatzierter der Meisterschaft automatisch Österr. Cupsieger und für den internationalen Cupsiegerbewerb qualifiziert.